# Huabeitun (sockenhuvudort i Kina, Shanxi Sheng, lat 38,70, long 112,10)
Huabeitun är en sockenhuvudort i Kina. Den ligger i provinsen Shanxi, i den norra delen av landet, omkring 100 kilometer nordväst om provinshuvudstaden Taiyuan. Antalet invånare är 12 818. Befolkningen består av 5 567 kvinnor och 7 251 män. Barn under 15 år utgör 16,0 %, vuxna 15-64 år 74 %, och äldre över 65 år 8,0 %.
Runt Huabeitun är det ganska tätbefolkat, med 80 invånare per kvadratkilometer. Närmaste större samhälle är Dongzhai, 12,2 km norr om Huabeitun. Trakten runt Huabeitun består i huvudsak av gräsmarker.
Genomsnittlig årsnederbörd är 613 millimeter. Den regnigaste månaden är juli, med i genomsnitt 191 mm nederbörd, och den torraste är januari, med 2 mm nederbörd.